# Mũ mitra

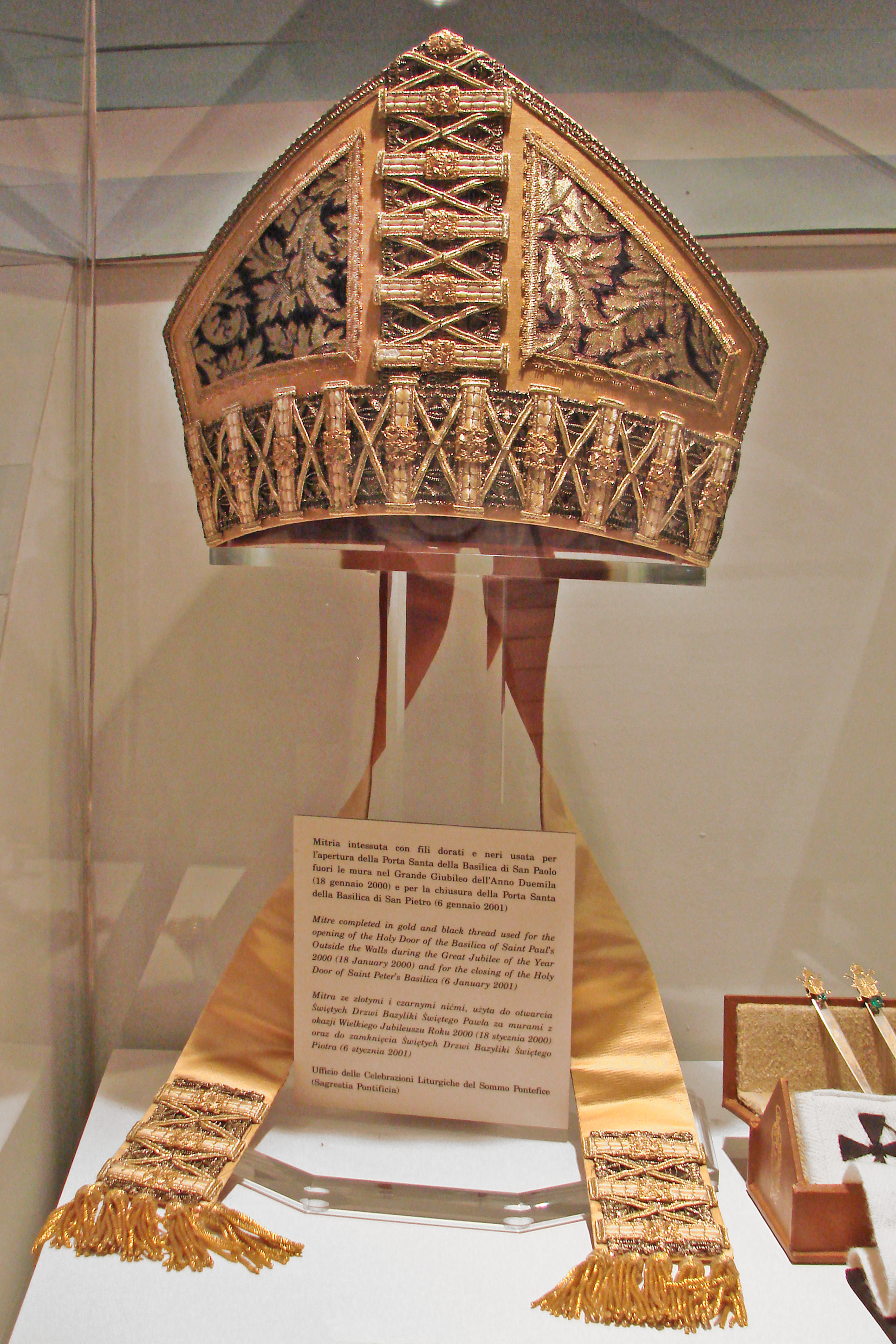
Một chiếc mũ Mitra

Mũ Mitra (tiếng Anh: mitre (Anh), miter (Hoa Kỳ); tiếng Hy Lạp: μίτρα) là loại mũ đầu tiên được biết đến là trang phục truyền thống của các giám mục và một số viện phụ nhất định trong Kitô giáo truyền thống. Mitra được sử dụng trong Giáo hội chính thống, Giáo hội Công giáo Rôma, cũng như trong Giáo hội Anh Giáo, một số giáo hội Tin Lành, các giám mục và một số giáo sĩ khác ở các Giáo hội Công giáo phương Đông và các Giáo hội Chính thống phương Đông. Tổng giáo phận đô thành Malankara Mar Thoma của Giáo hội Syria cũng đội mũ này trong các buổi lễ quan trọng như truyền chức Giám mục.

## Giáo sĩ Kitô giáo

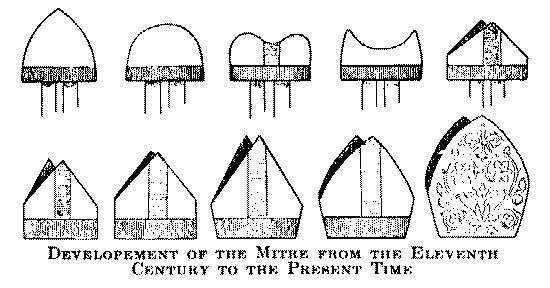
Sự biến đổi của Mũ mitra, trích Catholic Encyclopedia (1913)

### Thiên chúa giáo phương Tây

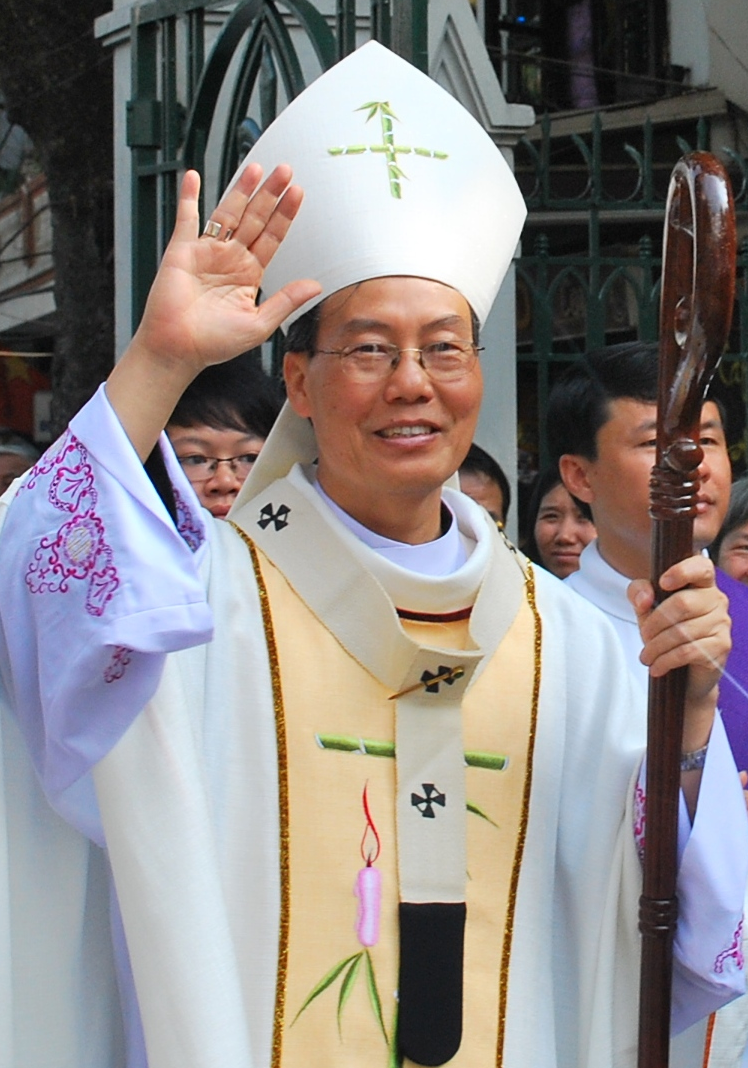
Tổng giám mục Hà Nội Giuse Ngô Quang Kiệt đội một chiếc mũ mitra

### Thiên Chúa giáo phương Đông

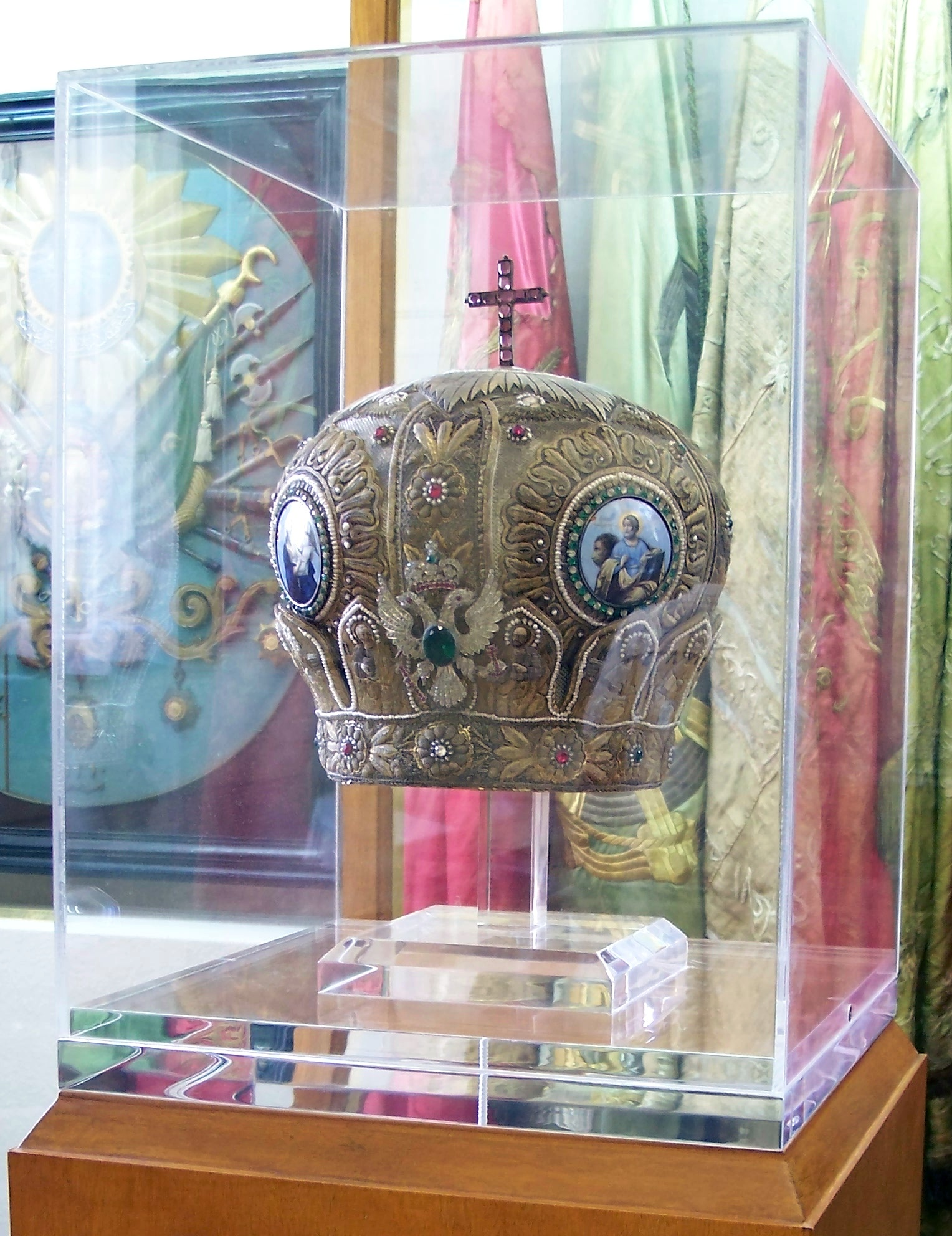
Mũ Mitra của Thánh Giám mục Đông phương Chrysostomos của Smyrna, bị giết khi người Thổ Nhĩ Kỳ chiếm đóng thành phố vào năm 1922.

## Biểu tượng quân đội

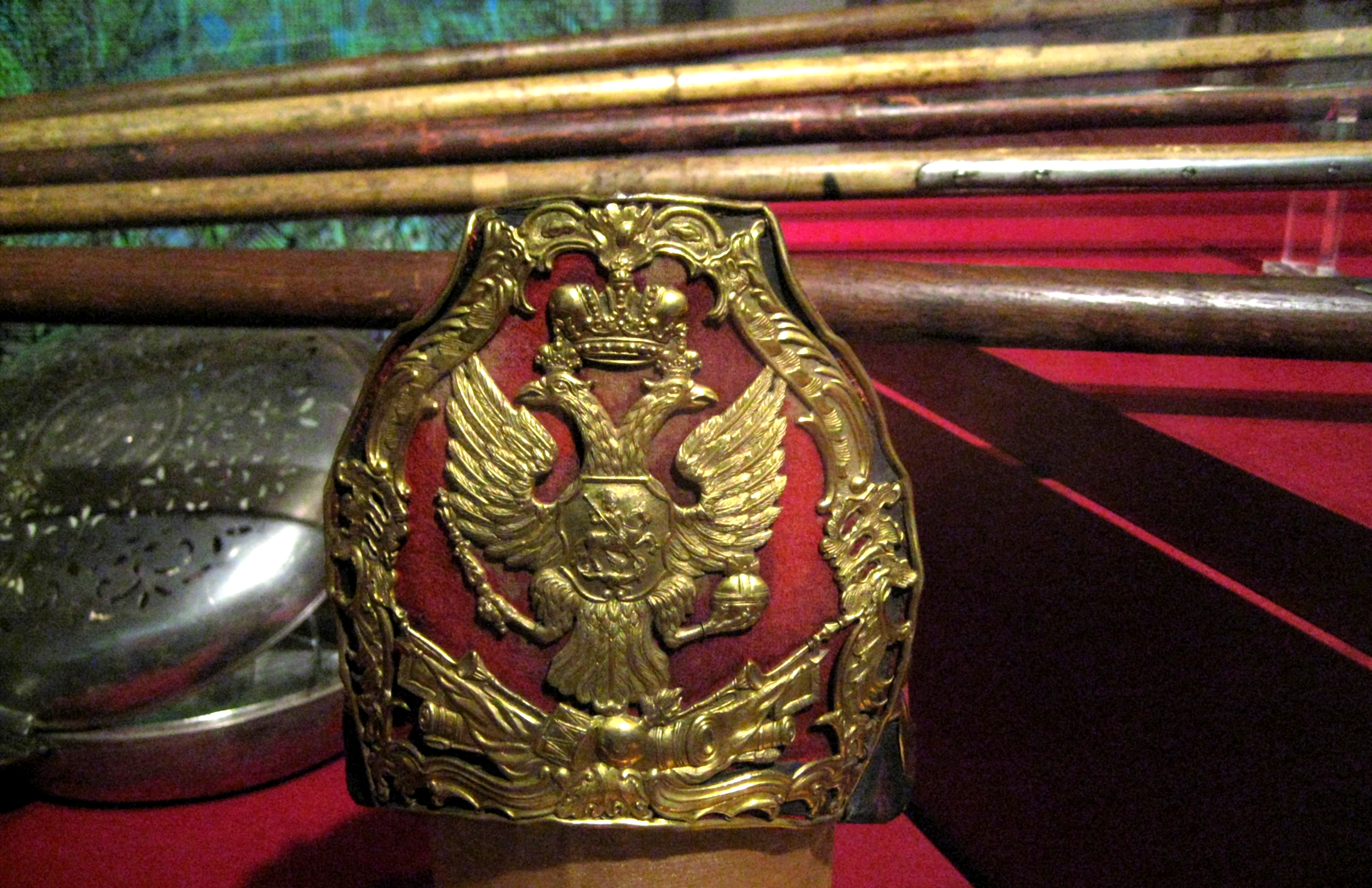
Mũ của lính ném lựu đạn Nga dạng thức giống mũ Mitra.

## Sử dụng khác

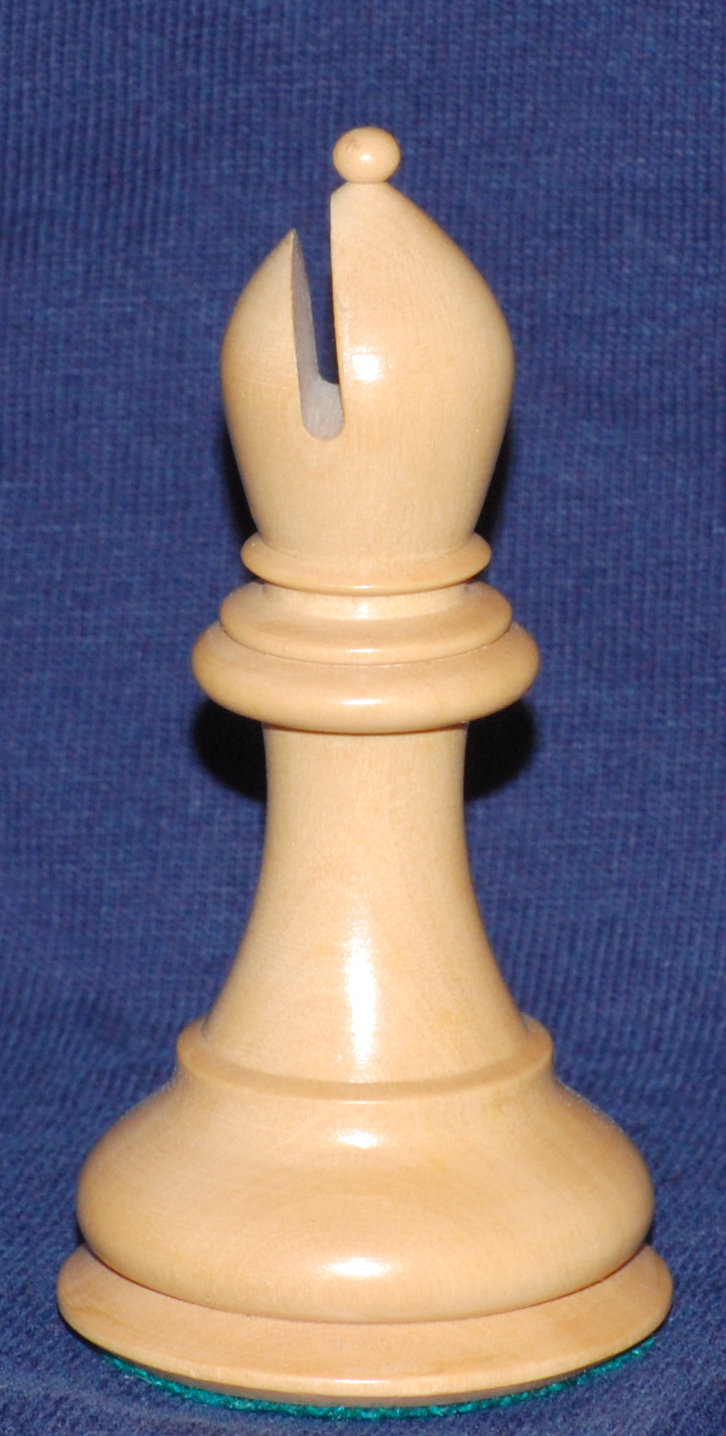
Quân tượng, với hình tượng ban đầu là vị giám mục trong cờ vua.